# Bocholtz
Bocholtz (Limburgs: Bóches) is een kerkdorp in het zuidoosten van de Nederlandse provincie Limburg. Het behoort tot de gemeente Simpelveld.

## Etymologie
De naam Bocholtz is waarschijnlijk afgeleid van beukenbos of beukenhout.
Het dialect dat in Bocholtz (het Bocholtzer, Limburgs: Bòcheser plat) gesproken wordt, ligt ten oosten van de Benrather linie. Het behoort daardoor tot het Middelduits of Ripuarisch.

## Geschiedenis

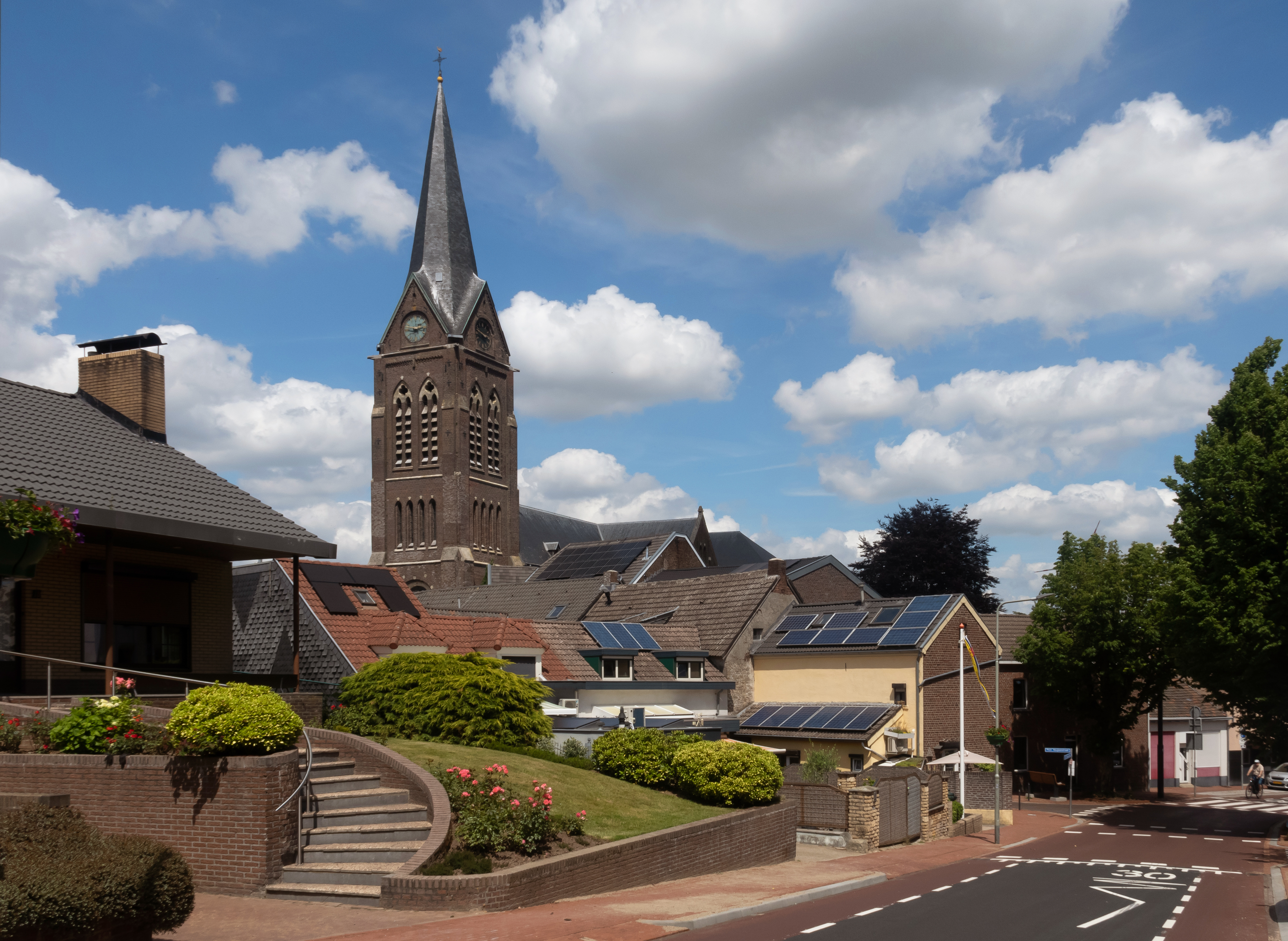
Jacobus de Meerderekerk

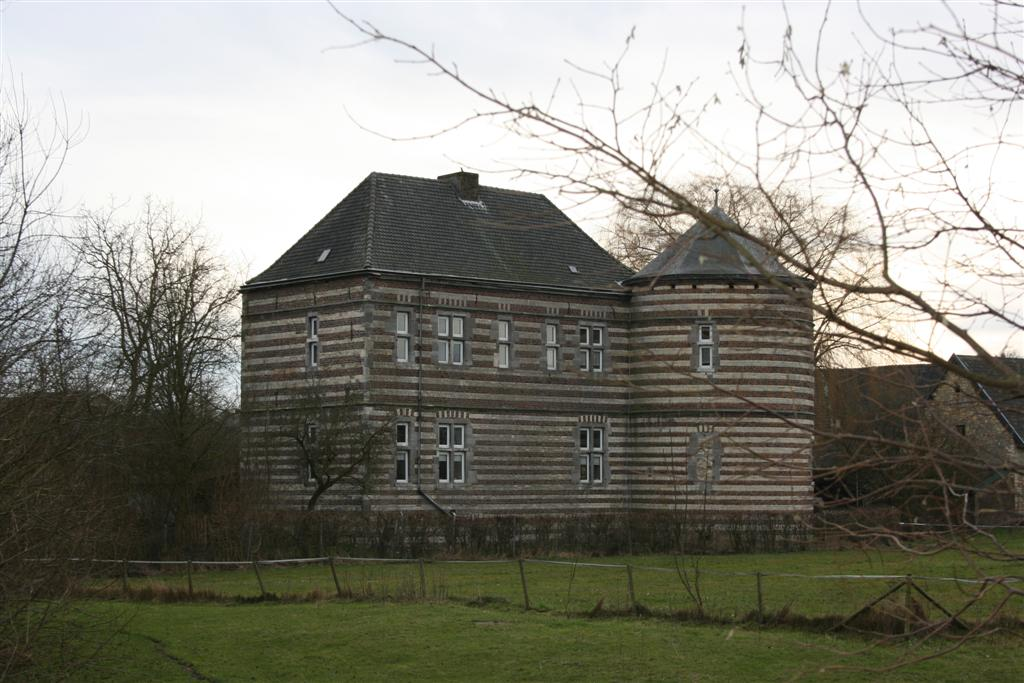
Kasteel De Bongard, Bocholtz

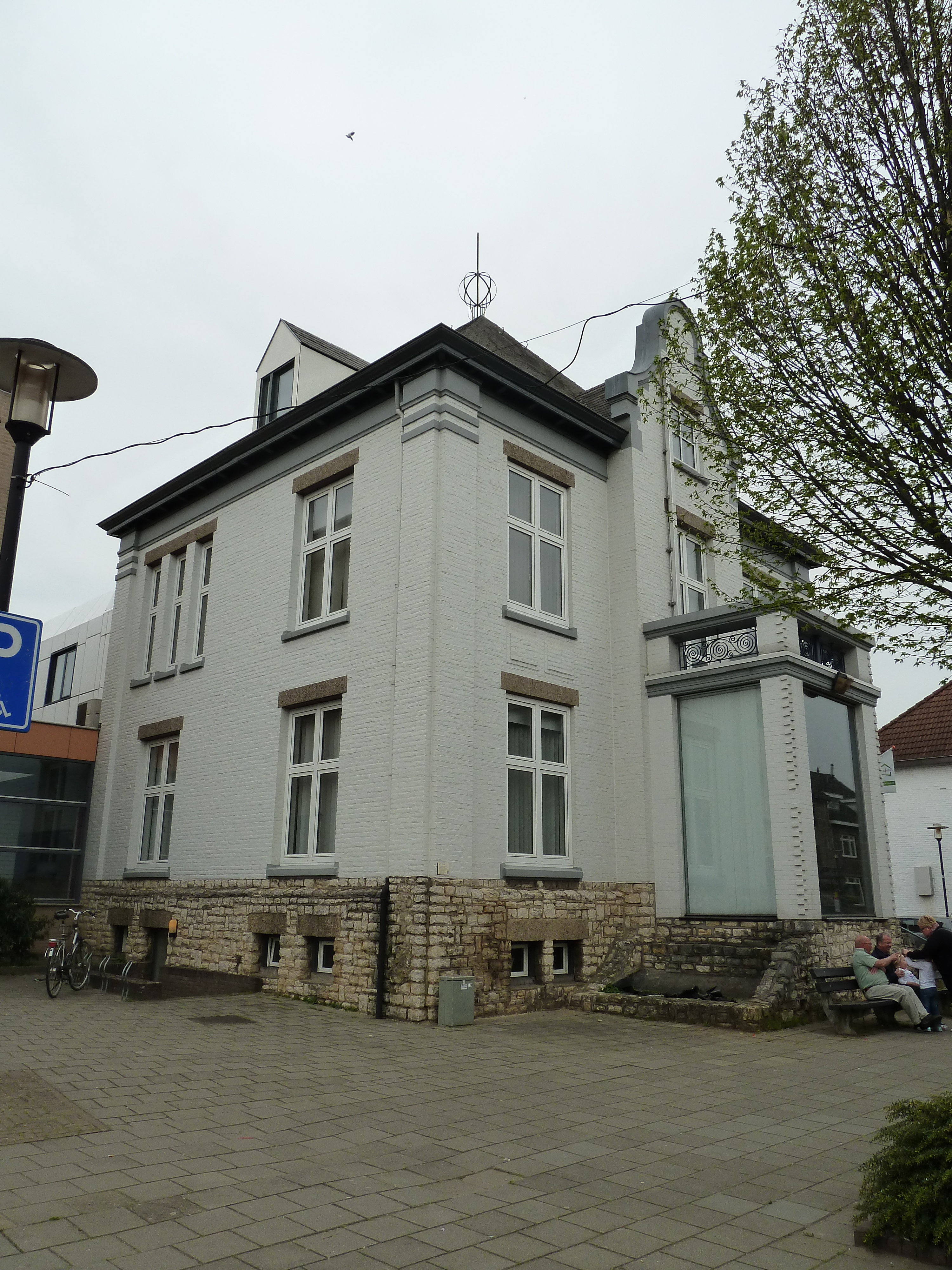
Het oude gemeentehuis, naar ontwerp van Anton Bartels

In de omgeving van Bocholtz zijn enkele Romeinse villa's opgegraven, te weten de Romeinse villa Bocholtz-Vlengendaal, opgegraven in 1911, en de Romeinse villa Bocholtz-Dellender. In oktober 2003 vond een boer in zijn akker aan de Rouwkoulerweg een Romeinse sarcofaag. Deze sarcofaag is nu te bewonderen in het Thermenmuseum te Heerlen.
In de hoge middeleeuwen werd dit deel van het Plateau van Bocholtz vanuit Simpelveld ontgonnen en ontstond het dorp, dat van 1680-1773 bestuurd werd vanuit Kasteel De Bongard. Bocholtz was een zelfstandige gemeente van 1803-1982, sindsdien behoort het bij de fusiegemeente Simpelveld.
Na de Belgische Revolutie van 1830 en de daaropvolgende afscheiding van de Noordelijke Nederlanden, eiste het nieuwe België ook Nederlands Limburg op. Dit verzoek werd echter door de grote mogendheden afgewezen. In 1838 richtte de burgemeester van Bocholtz zich niettemin namens alle inwoners van de gemeente tot de Belgische koning met een verzoekschrift om bij België ingelijfd te mogen worden, maar zonder succes.
In 1853 werd de spoorlijn Aken - Maastricht geopend, welke ook Bocholtz aandeed, en kwam ook station Bocholtz tot stand, dat tot 1992 geopend bleef.

## Bezienswaardigheden
- De Jacobus de Meerderekerk werd in de jaren 1869-1873 gebouwd naar ontwerp van architect Pierre Cuypers. In 1953 breidde architect H. Koene de kerk aan de koorkant uit met een zeer ruim, nieuw koor. Bij deze uitbreiding werd ook een nieuwe sacristie gebouwd ten noorden van de kerk. Daar vond men funderingen van een eenbeukig gebouwtje met smaller rechtgesloten koor en daaromheen funderingen van een groter gebouw uit de late Middeleeuwen. Bij de kerk staat een Heilig Hartbeeld uit 1920. Vroeger stond hier een kapel. Deze kapel werd voor het eerst genoemd in het jaar 1373.
- Het kasteel De Bongard uit de 16e eeuw is een herenhuis met bouwhoeve, opgetrokken van baksteen met speklagen. Tegenwoordig staat er nog maar een kwart van het oorspronkelijke kasteel: een ronde toren, een zijvleugel en de ingangsvleugel. Van 1774 tot 1794 was het de zetel van de heerlijkheid Simpelveld. Het werd grotendeels verwoest bij de inval van de Fransen.
- Hoeve Overhuizen, aan Overhuizerstraat 2, is een grote hoeve met oorsprong in de 13e eeuw. Het huidige gebouw is 18e-eeuws. De toegangspoort is van 1714. Aan de binnenplaats van de hoeve staat de kapel Overhuizen.
- De Mariakapel van Broek
- In de omgeving van Bocholtz zijn nog restanten aanwezig van de Siegfriedlinie, een verdedigingslinie van de Duitsers tegen de Fransen. De stenen blokken en enkele bunkers zijn nog steeds zichtbaar.

Zie ook
- Lijst van rijksmonumenten in Bocholtz

## Natuur en landschap
Bocholtz ligt hoog in het Eyserbeekdal en op het Plateau van Bocholtz op een hoogte van ongeveer 165 meter. Aan drie zijden wordt het begrensd door de Nederlands-Duitse grens. Ook is er in het noordoosten en noordwesten infrastructuur in de vorm van autosnelwegen en een grensovergang. Het vruchtbare en glooiende plateau wordt vooral voor de landbouw gebruikt. De invloed van de verstedelijkte Oostelijke Mijnstreek is merkbaar. In het westen, nabij buurtschap Baneheide, vindt men het natuurgebied Platte Bosch.

## Verkeer en vervoer
Bocholtz ligt aan de grens met Duitsland, ten zuiden van de A76 en de N281. Vroeger bestond er ook een knooppunt, vernoemd naar de plaats: knooppunt Bocholtz. De A76 gaat ter hoogte van Bocholtz de grens over.
Bocholtz heeft een station aan het traject tussen Simpelveld en het Duitse Vetschau. Op dit traject rijdt de Zuid-Limburgse Stoomtrein Maatschappij met een Railbus. Het traject is een deel van de oudste internationale spoorwegverbinding van Nederland (Maastricht) met Duitsland (Aken) die stamt uit 1853.

## Geboren in Bocholtz
- Elly Coenen-Vaessen (1932-2020), politicus
- Jan Knops (1934), dirigent en trompettist
- Hub Schnackers (1946), diocesaan administrator van het bisdom Roermond
- Joes Brauers (1999), acteur

## Woonachtig geweest
- Susanne Scheepers (1970), burgemeester
- Mark Flekken (1993), voetbaldoelman

## Overleden in Bocholtz
- Joseph Houbiers (1958), politicus

## Verenigingen
- Fanfare St. Cecilia Bocholtz
- Koninklijke Philharmonie Bocholtz
- Kerkelijk Zangkoor Sint Joseph
- K.E. Kruisboogschutterij Sint Henricus 1891
- RKVV Sportclub '25 (voetbal)
- RKVV WDZ (voetbal)
- B.B.C. '77 (badminton)
- Stichting Schlaager-Arena Bocholtz (carnavalsliedjes concours)
- De Vogelvrienden Bocholtz (kanaries)
- D'r Aowe Kino (tafelvoetbal)
- NOAD (Nooit Opgeven Altijd Doorgaan) Bocholtz (wandelsport)
- Olympia Bocholtz (handbal)
- Bocheser Vasteloavends Verain "Kalk aan de Books" k.e.
- Stichting Mei-i-Vaare Bocholtz, Bócheser Oogstdankfeest 'Mei-i-Vaare'
- TOG Bocholtz. Het Toneel en Operette Gezelschap Bocholtz is ontstaan in 1956 na een fusie van de Verenigde Dilettanten (+ Vriendenkring Bocholtzerheide) en Toneel en Operettevereniging K.d.O. (Kunst door Oefening), oorsprong respectievelijk 1911 en 1918
- G.V. Wilhelmina (turnen)

## Nabijgelegen kernen
Simpelveld, Nijswiller, Eys, Orsbach, Horbach, Vetschau
Bovendien liggen in de omgeving van Bocholtz de buurtschappen Bocholtzerheide, Baneheide, Vlengendaal, Zandberg, Prickart en Broek